# Fauquembergues
Fauquembergues (Nederlands: Valkenberg) is een gemeente in het Franse departement Pas-de-Calais (regio Hauts-de-France). De plaats maakt deel uit van het arrondissement Sint-Omaars. Fauquembergues telde op 1 januari 2022 942 inwoners. Door het dorp stroomt de Aa.

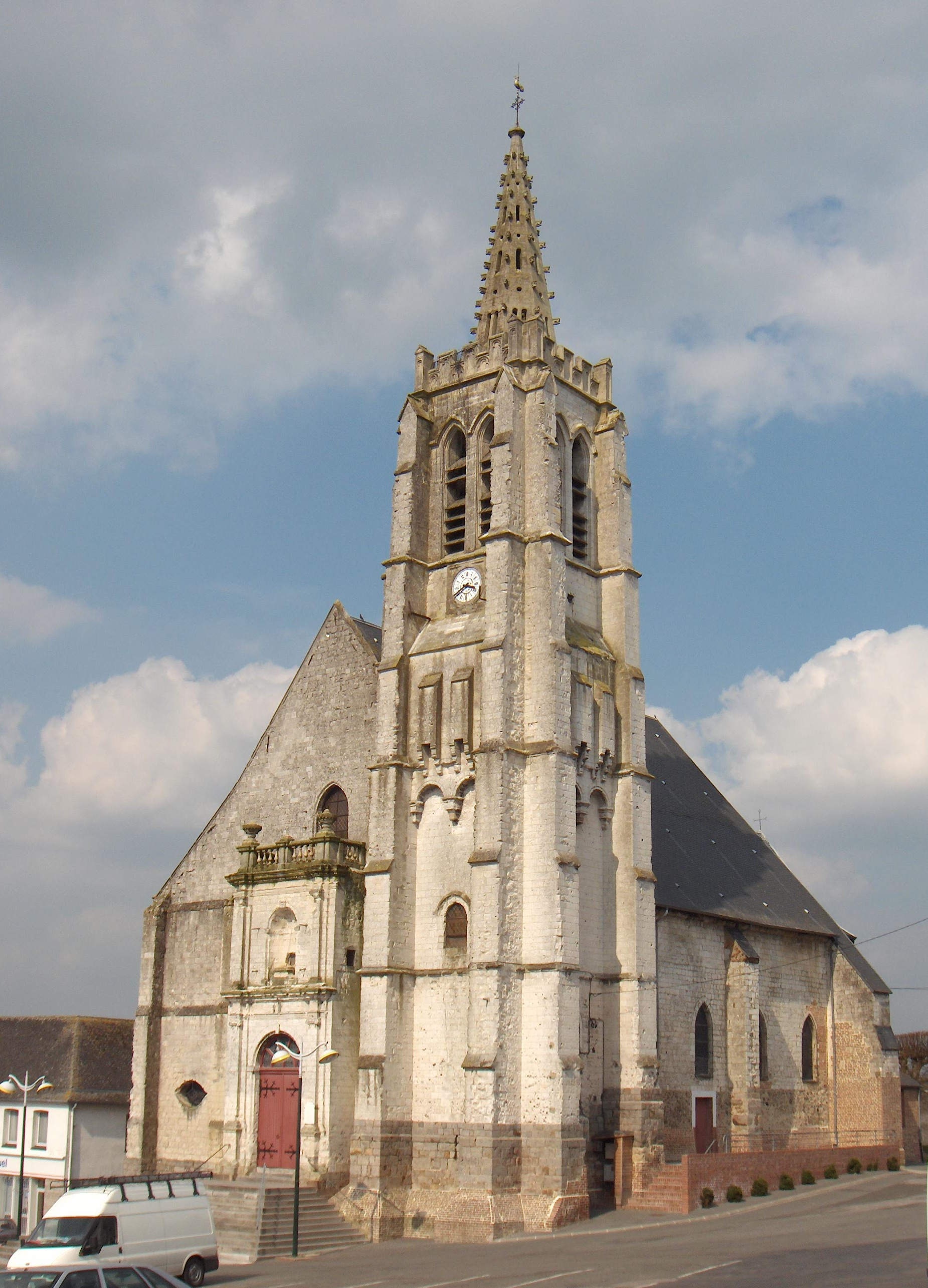
Eglise Saint-Léger

## Naam
De plaatsnaam is van Oudnederlandse herkomst en betreft een samenstelling van het woord valken en het woord berg. De oudste vermeldingen van de plaatsnaam luiden: Falcoberg (961), Falcanberga (1065), Falkenberga (1124). 
De huidige Franstalige plaatsnaam is hiervan een fonetische nabootsing. De plaatsnaam heeft dezelfde afleiding als de plaats Faulquemont. In het Frans-Vlaamse dialect wordt de plaats Valkenberg genoemd.

## Geografie
De oppervlakte van Fauquembergues bedroeg op 1 januari 2022 7,13 vierkante kilometer; de bevolkingsdichtheid was toen 132,1 inwoners per km².

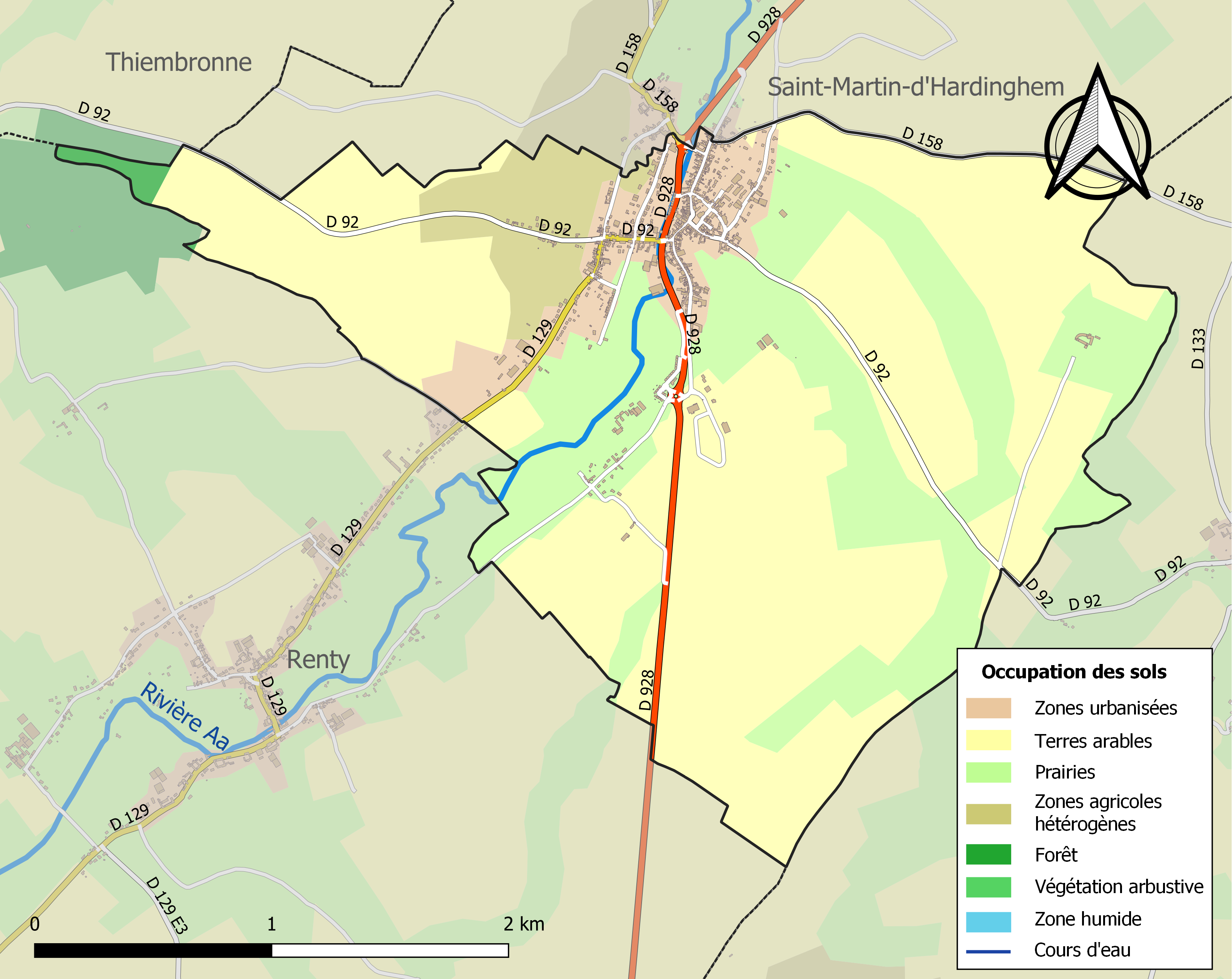
Kaart van de gemeente met belangrijkste infrastructuur, bodemgebruik en omliggende gemeenten

## Demografie
Onderstaande figuur toont het verloop van het inwonertal (bron: INSEE-tellingen).

## Geboren
- Pierre-Alexandre Monsigny (1729-1817), (opera)componist